# 华金证券
华金证券股份有限公司，是一家总部位于上海拥有全牌照的综合性证券公司，业务范围涵盖证券承销与保荐、证券资产管理、证券经纪、证券自营、另类投资等诸多领域，公司注册资本为人民币34.5亿元。现实际控制人为珠海市人民政府国有资产监督管理委员会。

## 历史沿革
1999年12月29日，上海久联集团有限公司、申能（集团）有限公司、上海市商业投资公司、上海市普陀区国有资产经营有限公司、上海新物业建设公司和上海浦东商业建设联合发展公司6个单位举行会议筹建上海久联证券经纪有限责任公司。2000年2月，向证监会提交申报材料。2000年8月31日，中国证券监督管理委员会批复同意上海久联证券经纪有限责任公司及上海商城路证券营业部、曹杨路证券营业部开业。2000年9月11日，6家单位以实物资产和货币资金共同出资，注册资本为人民币2亿元，公司正式成立。其中久联集团和申能集团分别持有60%和20%的股份，其它四家各持有5%。此后久联证券成为全国首批开通权证交易的证券公司。
2004年8月，根据中国航天科工集团公司与久联集团及其他五位股东签定的股权转让协议，中国航天科工集团公司收购久联集团持有久联证券的30%股权及其他五位股东持有的全部股权，共计持有久联证券70%股权，成为其控股股东。2005年1月17日，中国证监会同意上海久联证券经纪有限责任公司股权变更，确认了中国航天科工集团公司在久联证券的股东资格。同年8月4日，证监会同意久联证券更名为航天证券经纪有限责任公司。2005年8月15日，公司变更了企业法人营业执照，名称正式变更。11月19日，在上海举行揭牌仪式，并计划由现有单一业务的经纪类券商转变为多种业务并举的综合类券商。
2009年3月20日，证监会同意航天证券变更业务范围，增加证券投资咨询业务和与证券交易、证券投资活动有关的财务顾问业务。2010年1月5日，证监会同意航天证券经纪有限责任公司注册资本增加至6亿元，其中由中国航天科工集团公司新增1.4亿元，引入四家新增股东，中国航天科工防御技术研究院和飞航技术研究院分别以现金出资7,500万元，航天科工财务有限责任公司现金出资6,000万元，中国三江航天工业集团公司现金出资5,000万元，久联集团所持有股份稀释至10%。同年1月28日，公司更名为航天证券有限责任公司。2011年12月9日，久联集团分别将其所持4.81%和0.2%股权转让给上海东方证券资本投资有限公司、安徽达鑫科技投资有限责任公司。2012年7月4日，上海裕盛投资管理有限公司受让其所持有的最后4.99%股权，久联集团彻底退出航天证券。同年10月16日，两家研究院和三江航天所持股份改由航天科工资产管理有限公司持有。
多年以来，航天证券经营业绩不佳、连年亏损，经营范围也限于经营传统的经纪业务、证券自营和投资咨询等业务，全国仅有4家证券营业部。国务院国有资产监督管理委员会随后要求央企施行主辅业分离，因此航天科工集团必须退出证券业。由于航天科工集团想将股份转让予国企，且珠海航展使中国航天对珠海更有感情。航天证券最终决定于2014年3月，引进珠海国资控股的珠海华发投资控股集团有限公司全资子公司珠海铧创投资管理有限公司作为公司战略投资者，增资扩股至12.8亿元，并使其持有50.47%股权成为控股股东。同年12月15日，公司更名为华金证券有限责任公司。此后华发集团陆续收购航天科工集团所持股份。2016年12月27日，公司完成股份制改制，更名为华金证券股份有限公司。2019年6月28日，航天科工将所持有的最后0.58%股权转让华发集团，彻底退出证券业。2019年7月，公司设立全资子公司华金大道投资有限公司。2020年3月，华金证券接受中信证券辅导，正式进入辅导期，拟公开发行股票并上市。2021年2月22日，证监会核准珠海华发集团成为公司主要股东、控股股东，共计持有79.01%股权。